# Sean Murphy
Sean Gordon Murphy (Nashua, 26 aprile 1980) è uno scrittore e fumettista statunitense.

## Biografia
Appassionato di fumetti fin dall'infanzia, dopo il diploma (1999) frequenta la School of Art di Boston e la Savannah College of Art and Design. Prima di finire gli studi collabora già con editori quali la Dark Horse Comics per i titoli legati al franchise Star Wars. Dopo un periodo trascorso a Hollywood cercando una carriera nel mondo cinematografico e videoludico inizia un sodalizio con la DC Comics che gli porta notorietà tra i lettori e la critica. Arriva a collaborare con autori quali Grant Morrison e Scott Snyder, con l'autore scozzese realizza l'acclamata miniserie Joe the Barbarian e con Snyder American Vampire: Selezione Naturale e The Wake. Entrambe sono realizzate per l'etichetta Vertigo, la linea editoriale voluta dalla DC per un pubblico maturo. Per questa realizza anche Hellblazer: City of Demons (su testi di Si Spencer) a cui si aggiunge Punk Rock Jesus, opera in cui si cimenta come autore completo realizzandone sia i testi che i disegni. I temi religiosi e distopici sottolineano il carattere iconoclasta e innovatore dell'autore contribuendo ad aumentare la sua considerazione da parte del management DC che è pronto ad affidargli anche i personaggi più celebri quali Batman.
Il successo arriva nel 2017 con Batman: Cavaliere Bianco, opere realizzata interamente da Sean Murphy e ambientata in una realtà alternativa dove Jack Napier viene curato dai suoi problemi psichiatrici e smette di essere il Joker. Questa storia viene raccolta nel 2018 in unico volume pubblicato sotto il nuovo imprint DC Black Label.

## Carriera
La sua passione per i fumetti risale all'infanzia e ancora prima di laurearsi cerca di imporsi nel campo dei comic statunitensi. Inizialmente ha la possibilità di essere pubblicato da editori indipendenti quali Avatar Press, Dark Horse Comics e IDW Publishing con le quali comincia a collaborare dai primi anni duemila. Per queste si cementa con fumetti su licenza quali quelli dei franchise di Star Wars e Star Trek. La sua aspirazione è però quella di realizzare opere come autore completo (scrittore e disegnatore) e (possibilmente) "creator owned". La prima grande opportunità arriva con la graphic novel in bianco e nero Off Road che viene pubblicata dalla Oni Press nel 2005. Sean non spreca l'occasione e imbastisce un'opera che attira l'attenzione e l'acclamazione della critica e per la quale vince un American Library Association Award.
Questo riconoscimento gli vale la possibilità di firmare un contratto in esclusiva con la storica DC Comics, la durata dell'accordo è di circa 7 anni (2007-2014). Ha quindi la possibilità di trasferirsi a New York City e iniziare stabilmente la sua carriera da fumettista. In questo periodo si afferma definitivamente come artista di successo collaborando con scrittori del calibro di Grant Morrison (per Joe the Barbarian) e Scott Snyder (per The Wake e lo spin-off di American Vampire). Riesce anche a realizzare una miniserie come aurore completo e di cui detiene il pieno controllo creativo e dei diritti, si tratta di Punk Rock Jesus, pubblicata dall'imprint Vertigo. L'opera affronta tematiche delicate di carattere religioso e metafisico. Al centro della storia vi è un clone di Gesù che diviene protagonista di un grottesco reality show, dove l'autore vuole evidenziare la preoccupante ossessione degli americani per i media e la religione che, inevitabilmente, rischiano di influire sulla vita politica del paese. Il soggetto non subisce censure e si tratta di una delle ultime pubblicazioni della Vertigo curata da Karen Berger, storica editor e co-fondatrice dell'imprint nel 1993 la quale lascia il suo incarico ventennale nei primi mesi del 2013. Dopo aver lavorato ad un altro progetto Vertigo quale The Wake, questa volta in coppia con lo scritto Scott Snyder, Murphy torna al fumetto indipendente creando Chrononauts con lo scrittore scozzese Mark Millar. Si tratta di una miniserie sui viaggi nel tempo pubblicata per l'imprint Millarworld, distribuita tramite la Image. L'opera, come molte altre del Millarworld, suscita da subito l'attenzione degli studios di Hollywood e la possibilità di vederne un adattamento in serie TV o film aumenta quando, nel 2017, l'intero catalogo del Millarworld (tranne una manciata di titoli) viene acquisito da Netflix. La piattaforma streaming a pagamento è decisa a sfruttare le storie a fumetti create da Millar e diversi artisti (tra cui il Chrononauts di Murphy) per ampliare il ventaglio delle sue proposte in esclusiva, siano esse serie televisive, film o cartoni animati.
Dopo un paio d'anni (2015-2016) in cui Sean si dedica principalmente alla Image, a partire dal 2017 torna alla DC Comics con l'intenzione di cimentarsi su uno dei personaggi più iconici della storia del fumetto, ovvero Batman. La sua proposta è quella di realizzare una miniserie ambientata al di fuori della continuity ufficiale e di cui lui possa avere il pieno controllo creativo assumendo il ruolo sia di scrittore che di disegnatore. Vuole quindi ripercorrere quanto già fatto in passato da un autore come Frank Miller con Il ritorno del Cavaliere Oscuro. Il progetto viene approvato dai vertici DC e si materializza nella limited-series di 8 albi Batman: White Knight, pubblicata tra il 2017 e il 2018. Il presupposto vede il Joker guarirsi dalla sua follia, diventare un cittadino modello e consigliere del Municipio. In questo ruolo riesce a ribaltare i ruoli con il suo eterno antagonista e dimostra all'opinione pubblica che la reale minaccia per la tranquillità di Gotham è lo stesso Batman. L'opera ottiene un grande successo e nel 2019 ne esce un sequel ed uno spin-off, dando quindi origine ad un universo alternativo di Batman denominato White Knight Universe. In questo riesce a compiere quanto fatto dallo stesso Miller con il suo "Dark Knight" che con le opere sequel e prequel ha forgiato un universo alternativo denominato "Dark Knight Universe". Questa tipologia di storie, fuori continuity e indirizzate ad un pubblico maturo, sono alla base della fondazione dell'imprint DC Black Label, creato dai due co-editori Dan DiDio e Jim Lee nel 2018. Jim Lee cita esplicitamente Frank Miller e il suo Cavaliere Oscuro come ispiratore per questa nuova etichetta della DC ma un ruolo cruciale nella sua nascita lo svolge anche il successo ottenuto dal Cavaliere Bianco di Murphy. La prima miniserie è la prima opera ad essere raccolta in volume con il logo DC Black Label pur non essendo, originariamente stata pubblicata per l'imprint. La miniserie sequel Batman: Curse of the White Knight viene poi distribuita dal 4 luglio 2019 per DC Black Label rendendo il White Knight Universe parte integrante delle pubblicazioni del nuovo imprint.

## Opere

### Avatar Press
- The Odyssey n. 1, Darren G.Davis, Scott Davis, Steve Montal e Zachary Huncar (testi) - Sean Murphy & AA.VV. (disegni), albo unico, agosto 2002.

### Dark Horse
- Star Wars Tales n. 15 e n. 19, Sean Murphy & AA.VV. (testi e disegni), serie antologica (conclusa con il n. 25), marzo 2003 (n. 15) - aprile 2004 (n. 19).
- Crush nn. 1-4, Jason Hall (testi) e Sean Murphy (disegni), miniserie (conclusa), ottobre 2003 - gennaio 2004.
- Outer Orbit nn. 1-4, Zack Howard e Reed Buccholz (testi) - Sean Murphy (disegni), miniserie (conclusa), dicembre 2006 - maggio 2007

### DC Comics/Vertigo/Black Label
- Batman Villains Secret Files and Origins 2005, Steve Purcell e Bruce Jones (testi) - Sean Murphy & AA.VV. (disegni), albo unico, DC Comics, luglio 2005.
- Year One: Batman Scarecrow nn. 1-2, Bruce Jones (testi) e Sean Murphy (disegni), miniserie (conclusa), DC Comics, luglio-agosto 2005.
- Superman/Batman Annual n. 1, Joe Kelly (testi) - Sean Murphy & AA.VV. (disegni), serie annuale (conclusa con il n. 5), DC Comics, dicembre 2006.
- American Splendor (vol.2) n. 3, Harvey Pekar (testi) - Sean Murphy & AA.VV. (disegni), miniserie di 4 albi (conclusa), agosto 2008.
- Joe the Barbarian nn. 1-8, Grant Morrison (testi) e Sean Murphy (disegni), miniserie (conclusa), DC Comics-Vertigo, marzo 2010 - maggio 2011.
- Hellblazer: City of Demons nn. 1-5, Si Spencer (testi) e Sean Murphy (disegni) miniserie (conclusa), DC Comics-Vertigo, dicembre 2010 - febbraio 2011. Spin-off della serie Hellblazer.
- Teen Titans: Cold Case n. 1, Mark Sable (testi) - Sean Murphy (disegni), albo unico, DC Comics, febbraio 2011.
- American Vampire: Survival of the Fittest nn. 1-5, Scott Snyder (testi) e Sean Murphy (disegni), miniserie (conclusa), DC Comics-Vertigo, agosto-dicembre 2011. Spin-off della serie American Vampire.
- Punk Rock Jesus nn. 1-6, Sean Murphy (testi e disegni), miniserie (conclusa), DC Comics-Vertigo, settembre 2012 - febbraio 2013.
- The Wake nn. 1-10, Scott Snyder (testi) e Sean Murphy (disegni), miniserie (conclusa), DC Comics-Vertigo, luglio 2013 - settembre 2014.
- The Wake Director's Cut n. 1., Scott Snyder (testi) - Sean Murphy (disegni), albo unico, DC Comics-Vertigo. Ristampa il primo numero di The Wake con diversi contenuti speciali, design dei personaggi, pagine di testo dello script di Snyder e disegni in bianco e nero di Murphy[7]. Distribuito il 28 agosto 2013[7].
- Batman: White Knight nn. 1-8, testi e disegni di Sean Murphy, miniserie (conclusa), DC Comics, dicembre 2017 - luglio 2018. La miniserie viene raccolta in un unico volume trade paperback (edizione in brossura) e distribuita sotto l'imprint DC Black Label dal 3 ottobre 2018. Edizione italiana: Batman: Cavaliere Bianco, Panini Comics, Modena, 2020.
- Batman: White Knight - Batman Day 2018 Special Edition n. 1, Sean Murphy (testi e disegni), albo unico che ristamapa Batman: White Knight n. 1 in occasione del Batman Day del 15 settembre 2018. L'albo viene distribuito presso le fumetterie il 5 settembre con prezzo promozionale.
- Batman: Curse of the White Knight nn. 1-8, testi e disegni di Sean Murphy, miniserie sequel di Batman: White Knight[6], DC Black Label (prima opera realizzata dall'autore per l'imprint)[6], 24 luglio 2019 - 25 marzo 2020. Edizione italiana: Batman: La maledizione del Cavaliere Bianco, Panini Comics, Modena, 2020.
- Batman: White Knight Presents Von Freeze n. 1, Sean Murphy (testi) - Klaus Janson (disegni), albo unico, DC Black Label, (spin-off di Batman: White Knight), 20 novembre 2019.
- Batman: White Knight Presents Harley Quinn nn.1-6, Katana Collins e Sean Murphy (testi) - Matteo Scalera (disegni) - Sean Murphy (copertine), miniserie (conclusa), DC Black Label (imprint), dicembre 2020 - maggio 2021.

### Essential Sequential
- Cafè Racer n. 1, Sean Murphy e Katana Collins (testi) - Sean Murphy & AA.VV. (disegni), graphic novel, agosto 2014.

### IDW Publishing
- Shaun of the Dead nn. 3-4, Chris Ryall (testi) - Zack Howard (matite e chine) - Sean Murphy (chine), miniserie di 4, luglio-agosto 2005. Adattamento ufficiale del film L'alba dei morti dementi, primo capitolo della Trilogia del Cornetto.
- Angel: Masks n. 1, Christopher Golden, Jeff Mariotte, Scott Tipton, David Messina (testi) - Sean Murphy & AA.VV. (disegni), albo antologico, ottobre 2006.
- Star Trek - Alien Spotlight: The Borg n. 1, Andrew Steven Harris (testi) - Sean Murphy (disegni), albo unico, gennaio 2008.

### Image Comics/Millarworld/Netflix
- Noble Causes: Extended Family n. 1, Brian K. Vaughan, Dan Abnett, Andy Lanning, Eric Stephenson, Gail Simone, Geoff Johns, J.Torres, John Layman, Phil Hester (testi) - Sean Murphy & AA.VV. (disegni), miniserie antologica di 2 albi, Image Comics, maggio 2003.
- Chrononauts nn. 1-4, Mark Millar (testi) - Sean Murphy (disegni), miniserie (conclusa), Image Comics, imprint Millarworld (di Netflix dal 2017), marzo-giugno 2015.
- Tokyo Ghost nn. 1-10, Rick Remender (testi) - Sean Murphy (disegni), miniserie di 10 (conclusa), settembre 2015 - agosto 2016.

### Massive Publishing
- Zorro: Man of the Dead, testi e disegni di Sean Murphy, graphic novel a colori, finanziata tramite campagna Kickstarter nel 2023[8].

### Oni Press
- Off Road, testi e disegni di Sean Murphy, graphic novel in bianco e nero (B&W) rilegata in brossura, novembre 2005.

## Premi e riconoscimenti
- Nel 2005 pubblica con la Oni Press la graphic novel Off Road di cui realizza testi e disegni[2]. Si tratta della sua prima opera "creator-owned" e gli vale l'American Library Association Award[2].
- Nel 2013 viene nominato tra i 10 miglior disegnatori dell'anno dalla rivista statunitense Paste Magazine[9]. Questa è una pubblicazione che tocca vari aspetti della cultura pop dal cinema alla musica e agli stessi comic. Il riconoscimento a Murphy viene giustificato per la sua " inarrivabile abilità nella descrizione di architetture sci-fi".
- Nel 2014 vince due Will Eisner Comic Industry Award[10]. Ottiene il premio come miglior disegnatore completo per i suoi disegni (matite e chine) sulla miniserie The Wake pubblicata dalla DC Comics per l'imprint Vertigo[10]. L'altro Eisner Award lo vince insieme a Scott Snyder per la categoria Miglior miniserie (o Best Limited Series in originale) in cui The Wake si impone come miglior opera[10].